# アルピーニ

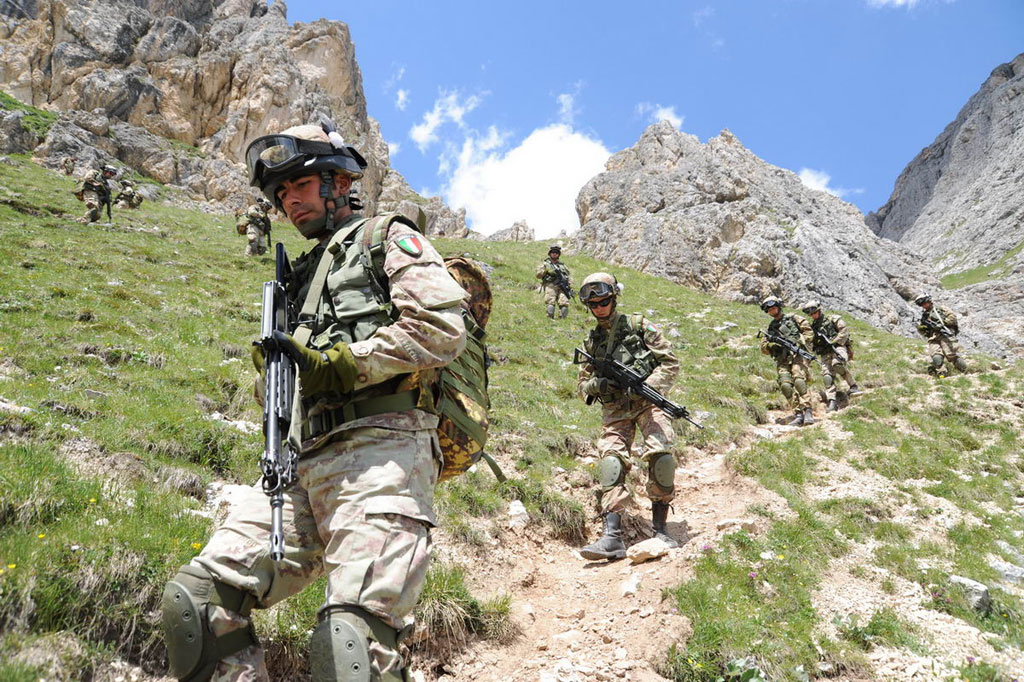
山を下るユリア山岳師団

アルピーニ（Alpini）は、イタリア陸軍の兵科の一つで、山岳戦を専門とするエリート部隊。
語源はイタリア語で「高所」を意味するアルピーノ（Alpino）から。

## 歴史

### 創設

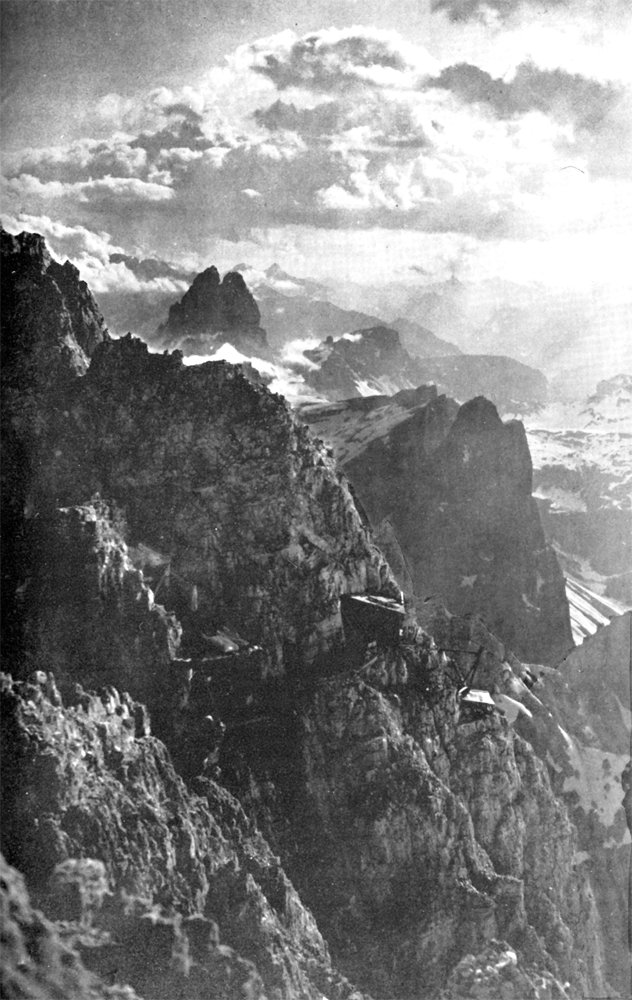
「雪と氷の戦争」

その歴史はサヴォイア朝イタリア王国成立直後の1872年に創立された王立山岳連隊にまで遡る事ができ、今日においては世界で最も歴史ある山岳部隊であると考えられる。
イタリアは地理的には、南部が地中海に面しているのに対して、北部は欧州中央部と陸地で繋がっており、その間には険しいアルプス山脈が天然の要害として存在している。したがって領土を陸地で接する他国、特にフランスやオーストリアとの戦いは必然的に山岳地帯での戦闘が想定されたため、精強な山岳部隊の創設が急務となった。1872年、ジュゼッペ・ペッルッケッティ（Giuseppe Perrucchetti）はイタリア各地の山岳地帯の住民から専門部隊を編成することを提案、この計画は王国軍のアゴスティーノ・リッチ（Agostino Ricci）の支持を得て推進された。1872年末、イタリア王ヴィットーリオ・エマヌエーレ2世の命令によりアルピーニ連隊が創設される。民間人の知識や経験を積極的に軍部隊に取り入れるという柔軟な方法は、短期間で強力な山岳部隊をイタリア陸軍が保有するという結果をもたらした。時代が下るにつれアルピーニ部隊は規模の拡大を進め、1887年には7個大隊に増設された。またイタリア王国がアフリカに植民地戦争を仕掛けるようになると、これに対応して外征用のアルピーニ部隊も編成された。
その後もアルピーニは国内部隊・外征部隊共に規模拡大と作戦従事を続けた。外征部隊は第一次エチオピア戦争やイタリア・トルコ戦争に参加し、国内部隊は国境警備の傍ら、カラブリアやメッシーナで起きた大地震での災害援助で功を挙げている。

### 第一次世界大戦
第一次世界大戦が勃発すると、イタリアはリソルジメント以来の宿敵であるオーストリア＝ハンガリー帝国との戦争に踏み切った。当然ながら戦場はアルプス北東部になり、道が無いに等しい山岳地帯の戦いではアルピーニ兵の力が大いに期待された。王国軍は一挙に4個師団にアルピーニ部隊を拡大し、山岳軍集団として指揮権を統合して前線に投入した。欧州で最も険しい山岳地帯での戦闘は熾烈を極め、冬の極寒がこれに追い討ちを掛けた。伊墺軍の兵士が「雪と氷の戦争」と呼んだこの戦いで、山登りとスキーの特殊訓練を受けていたアルピーニ師団はしばしば英雄的な活躍を見せた。この戦争では最終的にトリエステと南チロルの併合がなり、イタリア国民はアルピーニ兵たちを民族的英雄として敬愛するようになった。

### 第二次世界大戦

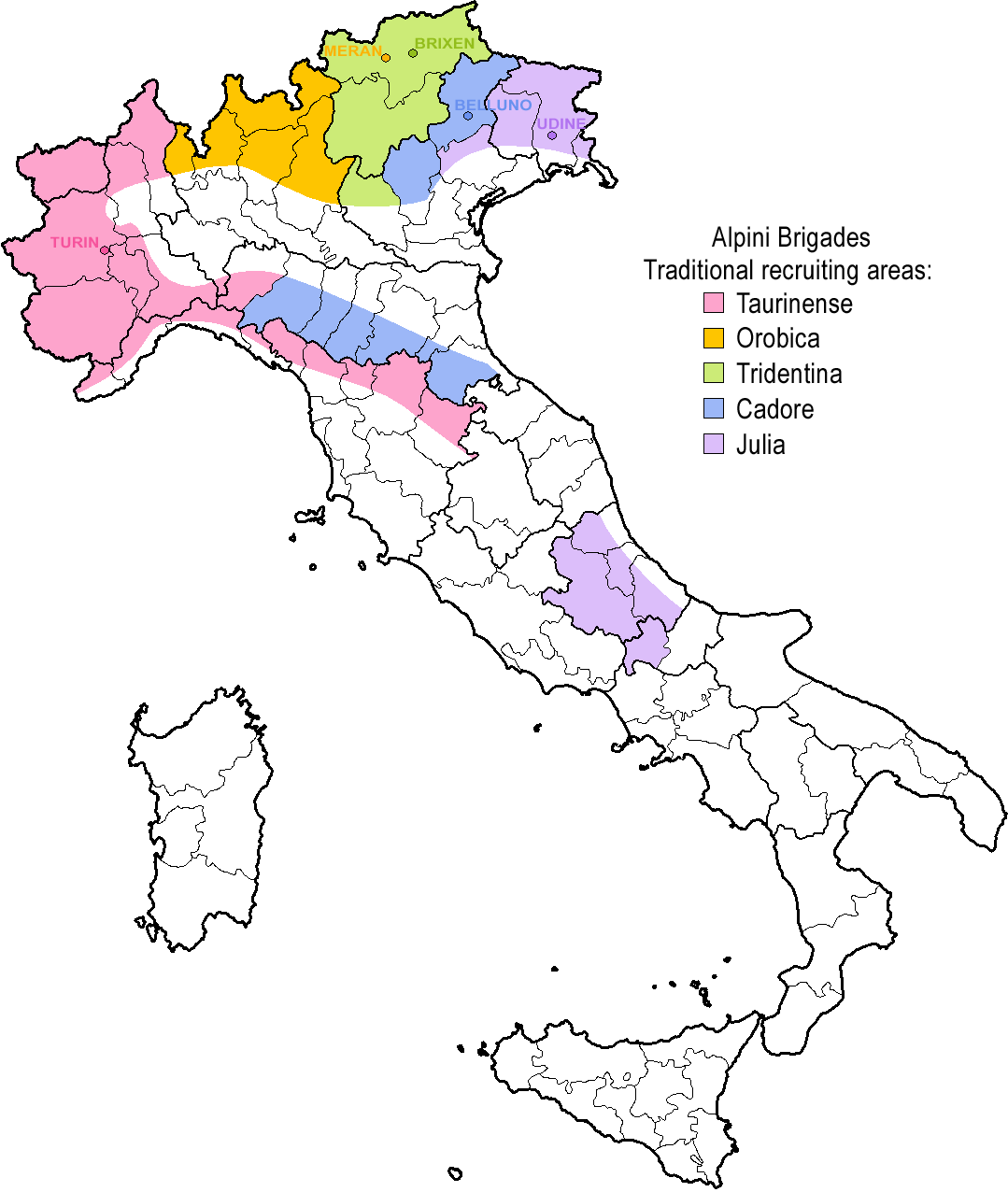
現在の軍管区

戦間期には規模が大幅に縮小されたが、ファシスト政権が成立すると再び部隊の拡大が進められた。陸軍はアルピーニ兵の軍管区の整理統合や師団の再編成を行った上で、6個アルピーニ師団を編成した彼らの多くは大戦中盤にイタリア・ロシア戦域軍の増援としてロシアに派遣され、冬季戦闘での実力を発揮した。
- 第1山岳師団「タウリネンセ Taurinense」
- 第2山岳師団「トリデンティーナ Tridentina」
- 第3山岳師団「ユリア Julia」
- 第4山岳師団「クネエンセ Cuneense」
- 第5山岳師団「プステリア Pusteria」
- 第6山岳師団「アルピ・グライエ Alpi Graie」

山岳戦力の更なる必要性からアルピーニ師団とは別に一般的な山岳歩兵師団（Divisione fanteria da montagna）の編成も行われた。アルピーニ師団ほどの伝統や練度を持たない山岳歩兵師団はあくまで「山岳戦用の装備を持った歩兵師団」として運用され、大戦後半には殆どの山岳歩兵師団が歩兵師団へ再編されている。

### 冷戦から現代
第二次世界大戦後、共和制となったイタリアでは新たに5個旅団編成へと変化し、軍管区も新たに決定された。
- 第1山岳旅団「タウリネンセ Taurinense」（ピエモンテ州、リグーリア州、トスカーナ州北部）
- 第2山岳旅団「オロビカ Orobica」（ロンバルディア州北部）
- 第3山岳旅団「トリデンティーナ Tridentina」（トレンティーノ＝アルト・アディジェ州、ヴェネト州西端部）
- 第4山岳旅団「カドーレ Cadore」（ヴェネト州北部、エミリア＝ロマーニャ州南部）
- 第5山岳旅団「ユリア Julia」（フリウリ＝ヴェネツィア・ジュリア州、アブルッツォ州）

## 特徴
「幼い時から山で暮らす者から構成される」という伝統が堅守されているため、他の兵科（砲兵や戦車など）とは違って軍管区内の定められた土地に住むイタリア人しか原則的に志願することは難しい。したがって、一族代々の生業としてアルピーニ兵を続けている一家も少なくないという。
こうした性質上、部隊ごとに閉鎖的な雰囲気が形成されるように思われるが、むしろアルピーニ各部隊の結束は非常に固い。年に1回、イタリア中のアルピーニ兵やその経験者たちが一堂に会して祭りを行うという伝統があり、会場に選ばれた町ではその日は数十万のアルピーニ兵が訪れて再会を喜び合い、街頭は彼らを歓迎する住民とイタリア国旗で埋め尽くされるという。